# Sveriges ambassad i Kuwait
Sveriges ambassad i Kuwait var Sveriges diplomatiska beskickning i Kuwait då belägen i landets huvudstad Kuwait City. Diplomatiska förbindelser mellan Sverige och Kuwait upprättades 1965. Beskickningen bestod av en ambassad, ett antal svenskar utsända av Utrikesdepartementet (UD) och lokalanställda. Ambassaden stängdes 2001. Sveriges ambassad i Riyadh hade ansvaret för Kuwait 2001-2016 och därefter har sidoackrediteringen utgått från Abu Dhabi i Förenade Arabemiraten.

## Beskickningschefer
| Namn                | Period    | Funktion   | Ackreditering                                     |
| ------------------- | --------- | ---------- | ------------------------------------------------- |
| Bengt Odhner        | 1965–1969 | Ambassadör | Sidoackrediterad från ambassaden i Bagdad.        |
| Gunnar Gerring      | 1969–1973 | Ambassadör | Sidoackrediterad från ambassaden i Bagdad.        |
| Bengt Rösiö         | 1974-1977 | Ambassadör | Sidockrediterad från ambassaden i Riyadh          |
| Göran Bundy         | 1977–1980 | Ambassadör | Sidoackrediterad till Doha, Manama och Abu Dhabi. |
| Thord Bengtson      | 1980–1982 | Ambassadör | Sidoackrediterad till Doha, Manama och Abu Dhabi. |
| Carl-Gustav Åkesson | 1983–1986 | Ambassadör | Sidoackrediterad till Doha, Manama och Abu Dhabi. |
| Ulf Norström        | 1987–1989 | Ambassadör | Sidoackrediterad till Doha, Manama och Abu Dhabi. |
| Ingolf Kiesow       | 1989–1992 | Ambassadör | Sidoackrediterad till Doha, Manama och Abu Dhabi. |
| Tommy Arwitz        | 1992–1997 | Ambassadör | Sidoackrediterad till Doha, Manama och Abu Dhabi. |
| Thomas Ganslandt    | 1997–2001 | Ambassadör | Sidoackrediterad till Doha, Manama och Abu Dhabi. |
| Jan Thesleff        | 2006–2011 | Ambassadör | Sidoackrediterad från ambassaden i Riyadh.        |
| Dag Juhlin-Dannfelt | 2011–2016 | Ambassadör | Sidoackrediterad från ambassaden i Riyadh.        |
| Jan Thesleff        | 2016–2017 | Ambassadör | Sidoackrediterad från ambassaden i Abu Dhabi.     |
| Henrik Landerholm   | 2017–     | Ambassadör | Sidoackrediterad från ambassaden i Abu Dhabi.     |